# Sveriges lantbruksuniversitet
Sveriges lantbruksuniversitet (SLU) är ett svenskt statligt universitet med ansvar för areella näringar. Till skillnad från de flesta statliga universitet och högskolor, vilka sorterar under Utbildningsdepartementet, sorterar SLU under Landsbygds- och infrastrukturdepartementet. SLU:s verksamhet regleras i förordningen för Sveriges lantbruksuniversitet.

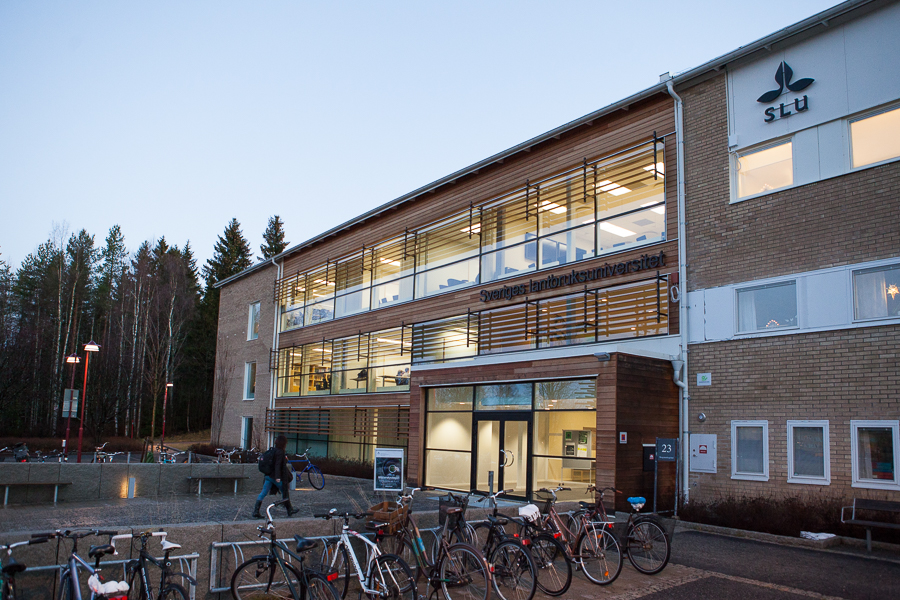
SLU i Umeå, entrén mot campusområdet.

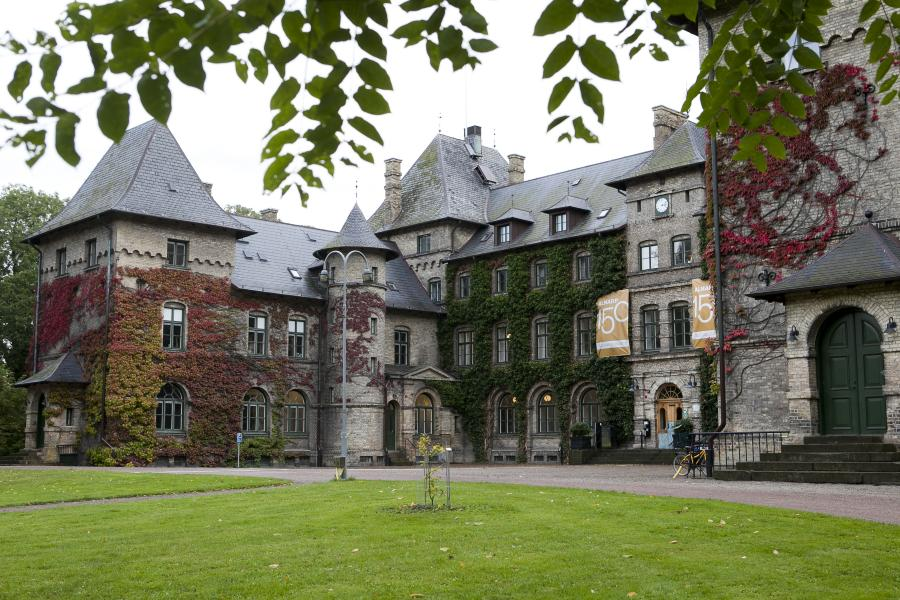
Alnarps slott, en del av SLU i Alnarp.

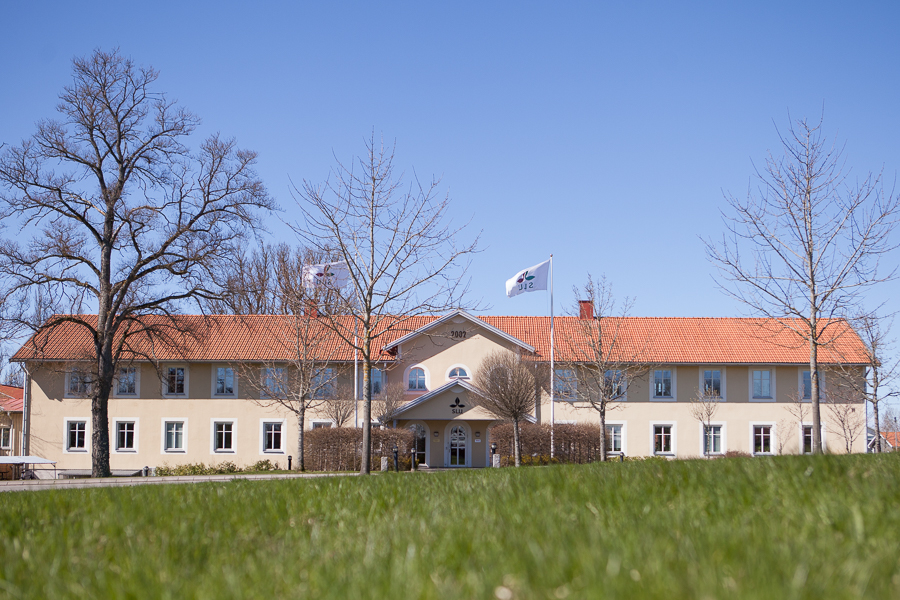
Forskningshuset vid SLU i Skara.

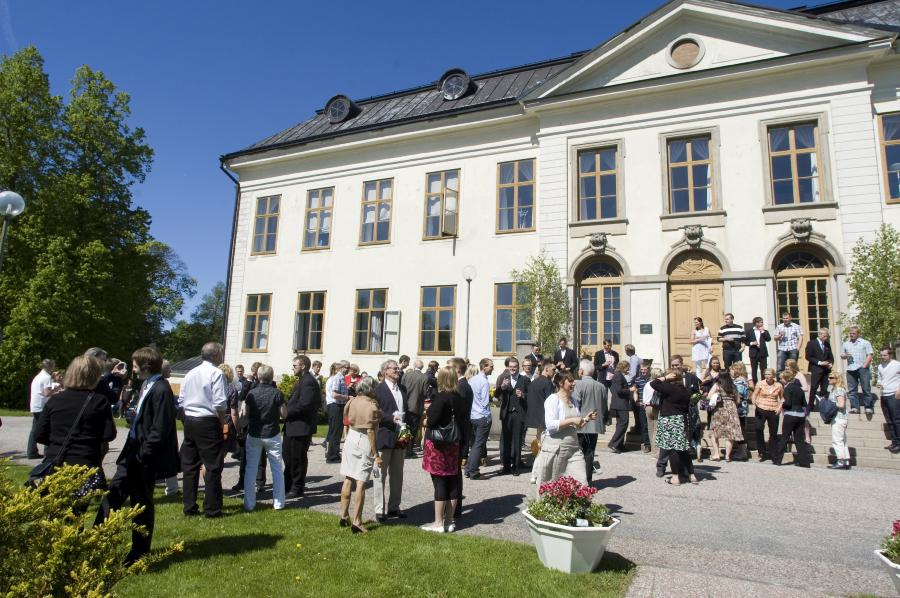
Campus Skinnskatteberg, SLU

SLU har verksamhet på trettiotalet orter i landet. Till huvudorter räknas Uppsala (Ultuna), Umeå och Alnarp (mellan Lund och Malmö), varav Ultuna är säte för rektor och central administration. Utbildningen är utöver ovanstående även förlagd till Skinnskatteberg, Flyinge, Strömsholm och Vången. Utöver utbildningsorterna bedriver SLU även forskning vid tjugotalet orter i Sverige.
SLU ansvarar för yrkesexamina som agronom, jägmästare, veterinär, lantmästare, landskapsarkitekt, landskapsingenjör, trädgårdsingenjör, hortonom, hippolog och skogsmästare. På SLU finns även ett antal kandidat-, och masterutbildningar inom till exempel ekonomi, husdjursvetenskap, livsmedelsvetenskap, biologi och fiskerivetenskap.

## Historik
SLU skapades 1 juli 1977 genom sammanslagning av flera då existerande högskolor och andra organisationer i form av Lantbrukshögskolan, Skogshögskolan och Veterinärhögskolan samt Skogsmästarskolan i Skinnskatteberg och Veterinärinrättningen i Skara. Samtidigt skedde en omfattande utflyttning av verksamhet från Stockholm till bland annat Ultuna i Uppsala.
Många av dessa separata högskolor inom lantbruksområdet hade vid sammanslagningen en lång historia. Viss utbildning och forskning vid de svenska universiteten hade bäring på lantbruksfrågor i jordbrukssamhällets tidevarv, men intresse för att specifikt anordna högre utbildning inom lantbruksområdet dök upp på 1700-talet. Inledningsvis gällde detta det veterinärmedicinska området.
Den 1 juli 2011 övergick före detta Fiskeriverkets avdelning för forskning och utveckling till att bilda Institutionen för akvatiska resurser vid SLU.

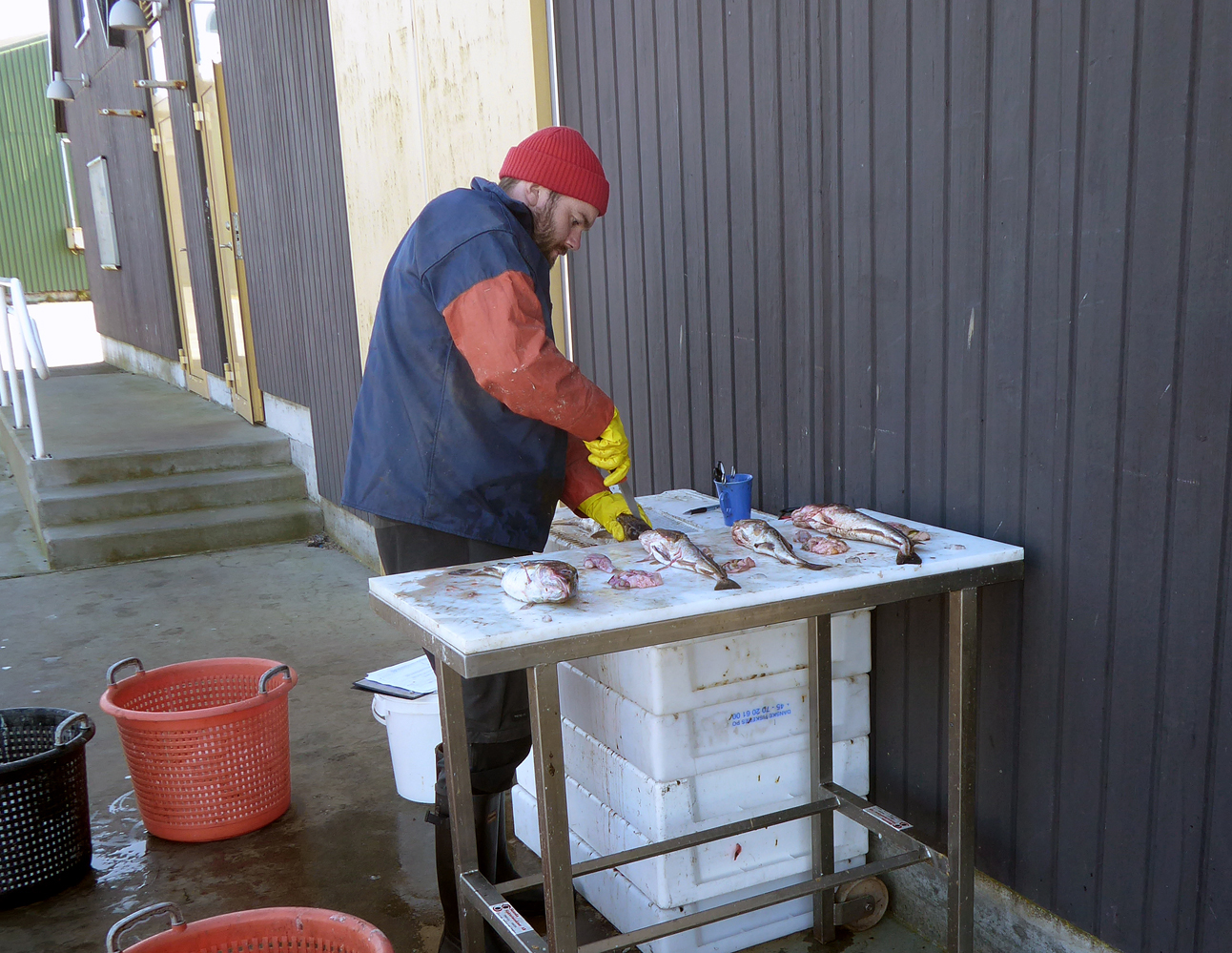
En forskare från SLU dissekerar torsk för kommande vetenskapliga analyser. Ystads småbåtshamn 23 april 2020.

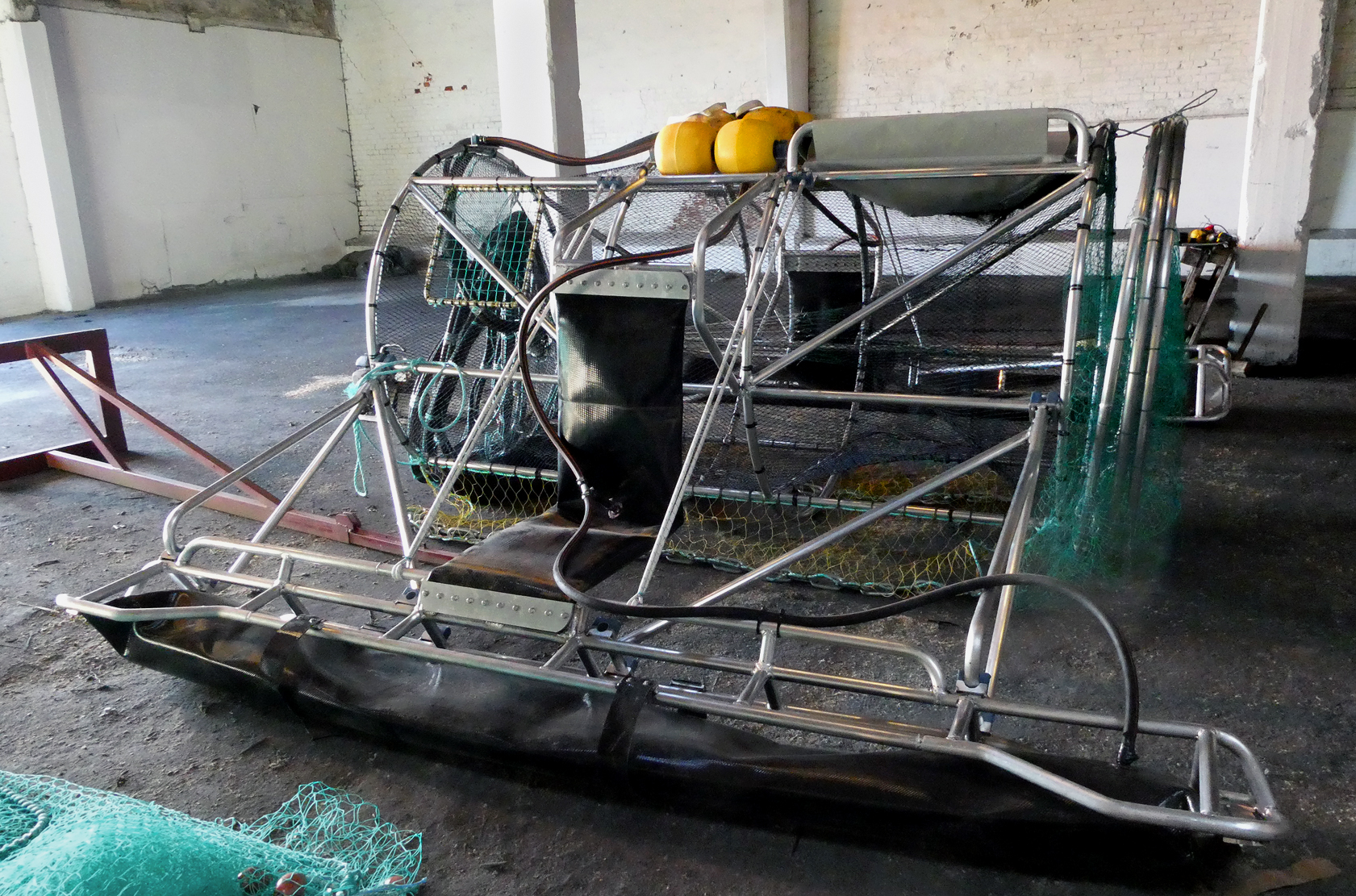
En ny typ av fångstredskap för fiske, push-up fälla, framtagen av SLU.

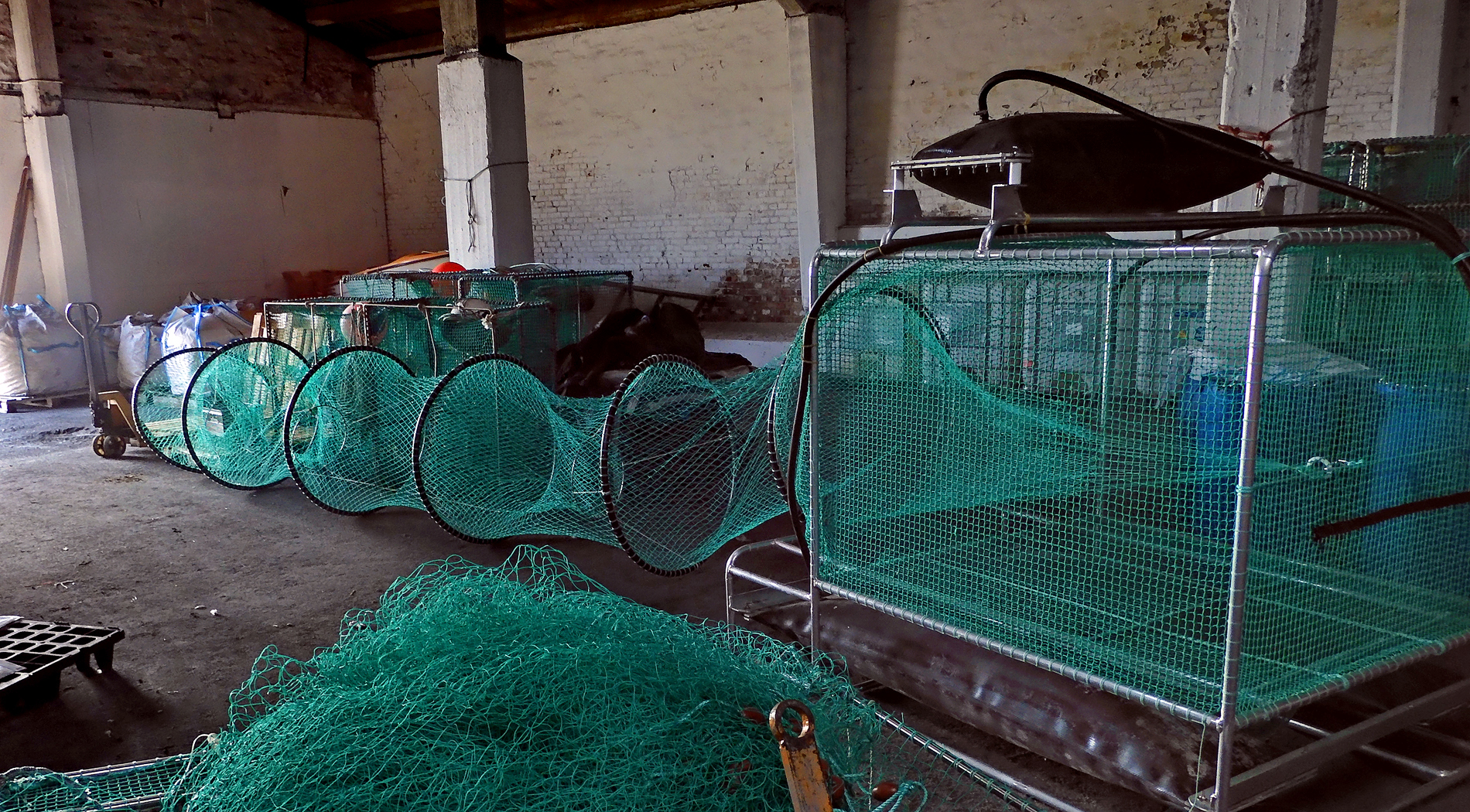
En pontonryssja utvecklad av SLU

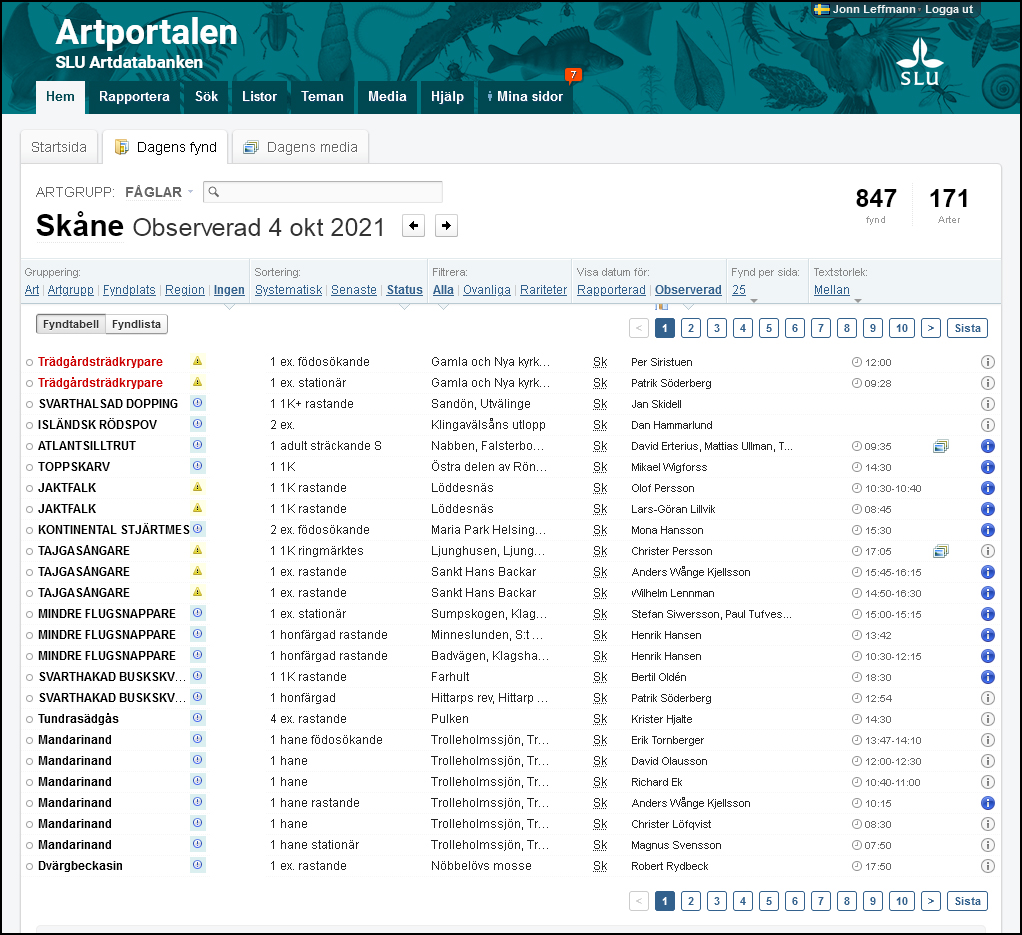
Rapportsida på SLUs rapportsystem Artportalen, på bilden inrapporterade fåglar i Skåne 4 okt 2021.

### Veterinärhögskolan
Den första egentliga veterinärskolan tillkom i det 1224 grundade universitetet i Neapel. Ledare för fakulteten i hippologi (läran om hästen) och hästläkekonst blev Jordanus Ruffus. Hans verk De medica equorum anses vara början till en ny era inom veterinärmedicinen.
Den första moderna veterinärhögskolan, inrättades dock i Lyon i Frankrike 1762 på initiativ av Claude Bourgelat. Redan 1763 anslogs statliga svenska medel för att skicka tre lärjungar för att studera i Lyon hos Bourgelat. En av stipendiaterna, Peter Hernquist, fick 1774 ansvar för den första svenska veterinärutbildningen, som låg i Skara. Idag ligger Veterinärmuseet i de ursprungliga byggnaderna. Hernquist, som före sin veterinärutbildning var naturvetare, hade 1772 blivit lektor i matematik vid Skara gymnasium. Utbildningen fick fastare form, snarare än att vara en deltidssysselsättning för Hernquist, när Skara veterinärinrättning tillkom 1775 med Hernqvist som föreståndare.
Hernquist framstår som den svenska veterinärmedicinens fader, men även Arvid Henrik Florman, som var anatomiprosektor i Lund, gjorde stora insatser 1791–1812 genom teoretisk och praktisk undervisning i veterinaria.
Hernqvists efterträdare från 1810, Sven Adolf Norling, upplevde svårigheter med att fortsätta tidsenlig veterinärutbildning i Skara, och lyckades efter några år få gehör för sitt förslag att starta veterinärutbildning i Stockholm. Beslut om att starta Veterinärinrättningen i Stockholm togs 1819, och verksamheten drog igång 1821 med Norling som chef. 1867 ändrades namnet till Veterinärinstitutet, från 1870 krävdes fullständig studentexamen för att påbörja studier vid institutet, och 1914 ändrades namnet till Veterinärhögskolan.
Veterinärinrättningen i Stockholm låg först på den del av Gärdet som idag är bebyggd med stadsdelen Östermalm. Från 1819 disponerades ett kvarter som idag ligger mellan Grevgatan, Kaptensgatan, Skeppargatan och Strandvägen. 21 september 1880 invigdes nya lokaler högre upp på Östermalm, vid dåvarande Ladugårdslands tullgata, i närheten av Karlavägen. I samband med ombildandet till Veterinärhögskolans skedde därefter en flytt till nya lokaler i Kräftriket, som delvis togs i bruk höstterminen 1911, men officiellt invigdes först 12 oktober 1912. 1976 flyttade verksamheten till Uppsala, som en del i skapandet av SLU.

### Lantbruksinstituten och Lantbrukshögskolan
Lantbruksakademin påbörjade sin verksamhet 1813, efter ett beslut år 1811. Lantbruksakademin bidrog till skapandet av högre utbildning för jordbruket och är den kungliga akademi som finns inom SLU:s vetenskapliga område och som idag heter Kungliga Skogs- och Lantbruksakademien. Lantbruksakademin tilldelades lokaler i närheten av Mäster Samuelsgatan centralt i Stockholm, fick Teknologiska institutet som granne när detta startade sin verksamhet 1827, och övertog även detta instituts lokaler när det 1867 flyttade till Drottninggatan.
1814 ställdes mark på Norra Djurgården (fastigheten Skeppsbroäng) till Lantbruksakademins förfogande för ett experimentalfält för försöksodlingar. 1907 överfördes Lantbruksakademins experimentalfält, där även laboratorier fanns, till den nyskapade Centralanstalten för försöksväsendet på jordbruksområdet. Även den 1897 grundade Statens entomologiska anstalt gick upp i Centralanstalten. På 1940-talet flyttade försöks- och forskningsverksamheten från Norra Djurgården till Ultuna.
Det första egentliga lantbruksinstitutet för att anordna jordbruksundervisning i Sverige startades av Edvard Nonnen i Degeberg i Skaraborgs län 1834, efter utbildningsskisser som tagits fram av Johan Theophil Nathhorst, och lärokursen var tvåårig. Senare tillkom ett statligt lantbruksinstitut i Ultuna 1848, vilket ledde till att den högre kursen i Degeberg upphörde 1852, och ett andra statligt lantbruksinstitut tillkom i Alnarp 1862. 1882 renodlades verksamheten vid de båda lantbruksinstituten till högre utbildning, medan den lägre utbildningen övergick till att vara vanliga lantbruksskolor, som även fanns på andra håll i landet. Lantbruksinstituten stod inledningsvis under tillsyn av Lantbruksakademin, men detta ansvar togs över av Lantbruksstyrelsen när denna bildades 1889.
De två lantbruksinstituten ombildades 1932 till Lantbrukshögskolan, med följd att all agronomutbildning samlades i Ultuna, Uppsala.

### Skogsinstitutet och Skogshögskolan
Skogsinstitutet inrättades i Stockholm 1828, med lokaler vid Djurgårdsbrunnsviken i Stockholm. Verksamheten vid institutet utgjorde en påbyggnadsutbildning på de praktiskt orienterade skogsskolorna i Omberg respektive Kloten. Verksamheten vid Skogsinstitutet överfördes 1915 till Skogshögskolan när denna påbörjade sin verksamhet i Frescati, i lokaler som idag ligger inom Stockholms universitets campus. Jägmästarutbildningen vid Skogshögskolan bedrevs i form av en förberedande kurs i Garpenberg med fortsättning i Stockholm. Sedan 1977 ges Jägmästarutbildningen i Umeå.

### Sammanslagningen
Sammanslagningen till SLU förbereddes under lång tid. En veterinärmedicinsk utredning tillsattes 1965 för att utreda en integration mellan veterinärmedicinen och lantbruksvetenskapen i Sverige. På grundval av utredningen fattades 1970 ett riksdagsbeslut om att Veterinärhögskolan skulle flyttas till Ultuna och integreras med Lantbrukshögskolan. Flyttningen från Kräftriket genomfördes 1974–1978.

### Omorganisationer
SLU har genomgått olika omorganisationer under sin existens. Fakultetsindelningen följde 1977–2003 i princip uppdelningen mellan de tre tidigare högskolorna. Fakulteterna var Lantbruksvetenskapliga fakulteten (1977–1995) resp. Fakulteten för jordbruk, landskapsplanering och trädgårdsbruk (1996–2003), Skogsvetenskapliga fakulteten och Veterinärmedicinska fakulteten. Från 2004 har SLU en uppdelning i fyra fakulteter. I februari 2013 beslutades att de utbildningar som gavs i Skara skulle omlokaliseras till Uppsala efter vårterminen 2015, medan forskningsverksamhet blev kvar i Skara.
SLU har under 2000-talet sorterat under Jordbruksdepartementet, Landsbygdsdepartementet och Näringsdepartementet. Från och med den 1 januari 2023 sorterar universitetet under Landsbygds- och infrastrukturdepartementet.

## Organisation

### Fakulteter

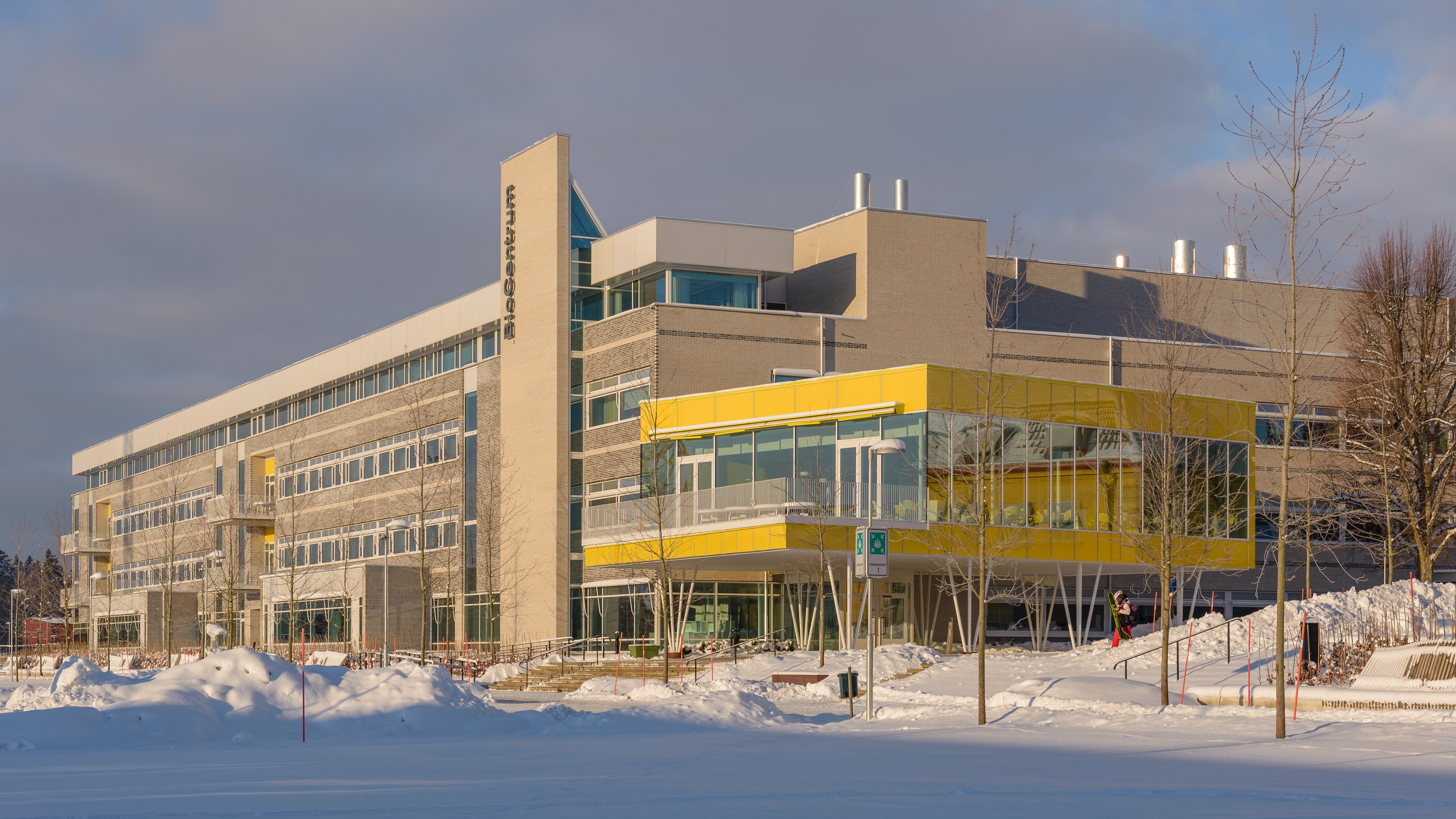
Biocentrum vid SLU i Uppsala samlar tre institutioner inom fakulteten för naturresurser och jordbruksvetenskap.

SLU består sedan 2004 av fyra fakulteter:
- Fakulteten för landskapsarkitektur, trädgårds- och växtproduktionsvetenskap (LTV), huvudsakligen lokaliserad i Alnarp
- Fakulteten för naturresurser och jordbruksvetenskap (NJ), huvudsakligen lokaliserad i Uppsala
- Fakulteten för skogsvetenskap (S), huvudsakligen lokaliserad i Umeå
- Fakulteten för veterinärmedicin och husdjursvetenskap (VH), huvudsakligen lokaliserad i Uppsala

Under respektive fakultet lyder ett antal institutioner och andra enheter.

### Centrumbildningar och gemensamma enheter
Därutöver finns vissa centrumbildningar som tillhör fler än en fakultet, eller är gemensamma för SLU och externa samarbetspartner, som Sveriges lantbruksuniversitets bibliotek. Sistnämnda har verksamhet över hela Sverige, med enheter i huvudorterna Alnarp, Umeå och Uppsala. I organisationen ingår även bibliotek i Skinnskatteberg och Flyinge.

### Forskningsstationer
Utöver utbildningsorterna bedriver SLU även forskning vid Vindeln, Röbäcksdalen, Siljansfors, Jädraås, Öregrund, Grimsö, Drottningholm, Lysekil, Tönnersjöheden, Asa Balsgård och Lövsta, Funbo socken. Vid ytterligare tolv platser finns forskningsstationer och gårdar för forskning och försök (se vidare försökspark).

## Utbildningar på grundnivå

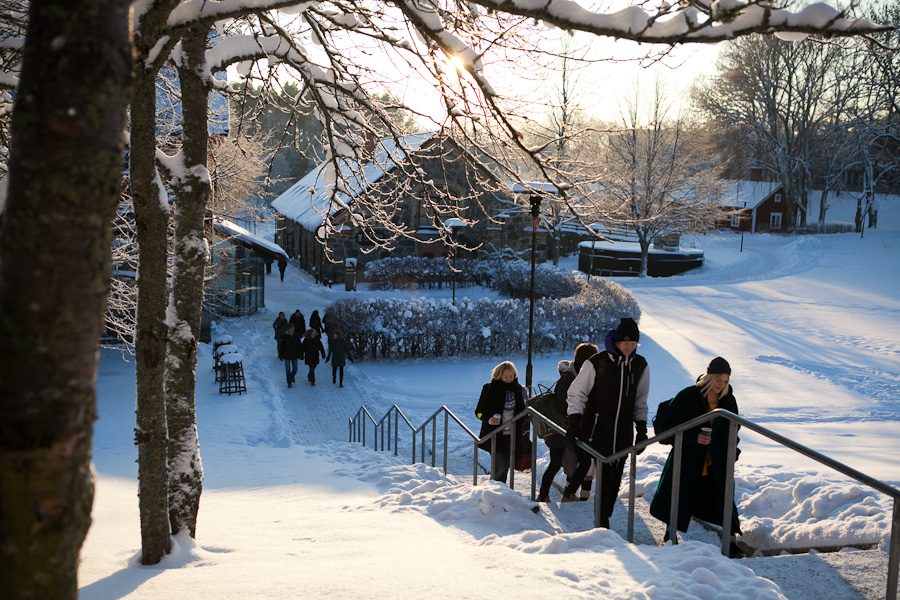
Vinter på SLU:s campus i Ultuna, Uppsala

### Biologi och miljövetenskap
Utbildningen ges i Uppsala och motsvarar tre års heltidsstudier (180 hp). Programmet leder till en kandidatexamen antingen i biologi eller i miljövetenskap och man väljer vilket av områdena man vill fördjupa sig inom.

### Djursjukskötare
Utbildningen ges på Ultuna i Uppsala och motsvarar tre års heltidsstudier (180 hp). Programmet är en medicinsk utbildning där teoretiska kurser varvas med praktiska, med fokus på djuromvårdnad och djursjukvård.

### Ekonomi - hållbar utveckling
Ett treårigt kandidatprogram i ekonomi ges vid SLU i Uppsala (180 hp). Utbildningen tar upp naturresursfrågor ur ett ekonomiskt perspektiv, samtidigt som den tar upp grunderna inom huvudämnena företags- och nationalekonomi.

### Etologi och djurskydd
Utbildningen ges på Ultuna i Uppsala och motsvarar tre års heltidsstudier (180 hp). Utbildningens fokus ligger på djurens beteende och behov. Från och med höstterminen 2014 ges programmet i Uppsala. Innan dess gavs utbildningen i Skara.

### Hippolog
Utbildningen ges i Flyinge, Vången och Strömsholm och motsvarar tre års heltidsstudier (180 hp). Det är den enda utbildningen som är helt inriktad på hästar och vänder sig till dem som vill arbeta professionellt med hästar. Utbildningen har tre olika inriktningar: ridhäst, islandshäst, och travhäst.

### Landskapsingenjör
Utbildningen ges i Alnarp och Uppsala. Den motsvarar tre års heltidsstudier (180 hp). Landskapsingenjörer arbetar med att utveckla, planera och att bygga städernas gröna rum och det tätortsnära rekreationslandskapet. Utbildningen innehåller bland annat ämnen som behandlar marklära, biologi, teknik och förvaltning.

### Lantmästare
Utbildningen ges i Alnarp och motsvarar tre års heltidsstudier (180 hp). Utbildningen är bred och ska ge studenten både ett praktiskt och teoretiskt kunnande om lantbruksområdet, man studerar allt från växtodling och djurhållning till företagsledning och ekonomi. SLU:s mål med utbildningen är att de som examinerats från den ska kunna arbeta med produktion, företagsledning, marknad, miljö och naturresurshållning ur en ekologisk synvinkel.

### Skogsmästare
Utbildningen ges i Skinnskatteberg och motsvarar tre års heltidsstudier (180 hp). Utbildningen förenar teori och praktik inom olika skogliga ämnesområden och studenten ges möjlighet att välja kurser och inriktning under det sista året.

### Sport- och sällskapsdjur
En treårig utbildning som ges på Ultuna i Uppsala (180 hp) från och med hösten 2016. Utbildningens fokus är kunskap om sport- och sällskapsdjurens anatomi, fysiologi, beteende, avel, utfodring och skötsel. Efter utbildningen kan man arbeta med olika problemställningar inom området sport- och sällskapsdjur.

### Trädgårdsingenjör
Treårig utbildning (180 hp) med två inriktningar: odling och design. Utbildningen finns endast på SLU i Alnarp. Undervisningen bedrivs bland annat i form av föreläsningar, praktiska moment i fält och i växthus samt laborationer. Förutom trädgård och växtrelaterade ämnen studeras även ekonomi och marknadsföring.

## Utbildningar på både grundnivå och avancerad nivå

### Agronom
Utbildningen ges vid SLU i Uppsala och motsvarar från och med hösten 2016 fem års heltidsstudier (300 hp). Den var tidigare fyra och ett halvt år (270 hp). En agronom arbetar med frågor som rör brukandet av jordens biologiska naturresurser. Agronomprogrammet är en bred utbildning och agronomer arbetar med till exempel rådgivning, produktutveckling, undervisning eller företagsledning. Idag finns fem inriktningar på agronomexamen: ekonomi, husdjur, livsmedel, landsbygdsutveckling och mark/växt. Efter agronomexamen kan man antingen arbeta som agronom eller studera vidare till Agr.lic eller agronomie doktor.

### Civilingenjör
Vid SLU i Uppsala finns det två civilingenjörsutbildningar som ges i samarbete med Uppsala universitet. Inriktningarna är energisystem och miljö- och vattenteknik. Utbildningen är femårig och leder till en civilingenjörsexamen (300 hp).

### Hortonom
Utbildningen ges i Alnarp och motsvarar fem års heltidsstudier (300 hp). Man söker först till trädgårdsingenjör: odling - kandidatprogram och tre år senare till masterprogrammet Horticultural Science. Den som utbildar sig till hortonom får en unik kunskap om hur växterna fungerar och hur deras inre processer kan påverkas av olika odlingssätt. Detta är en bred utbildning och studerande kan inrikta sig på områden som växtförädling, växtskydd, ekonomi, odling, kvalitet m.m.

### Jägmästare
Utbildningen ges i Umeå och motsvarar fem års heltidsstudier (300 hp). Utbildningen vänder sig till den som är intresserad bland annat av skogsbruk, virkesproduktion och användning, vattenbruk, teknik och skogsråvara.

### Landskapsarkitekt

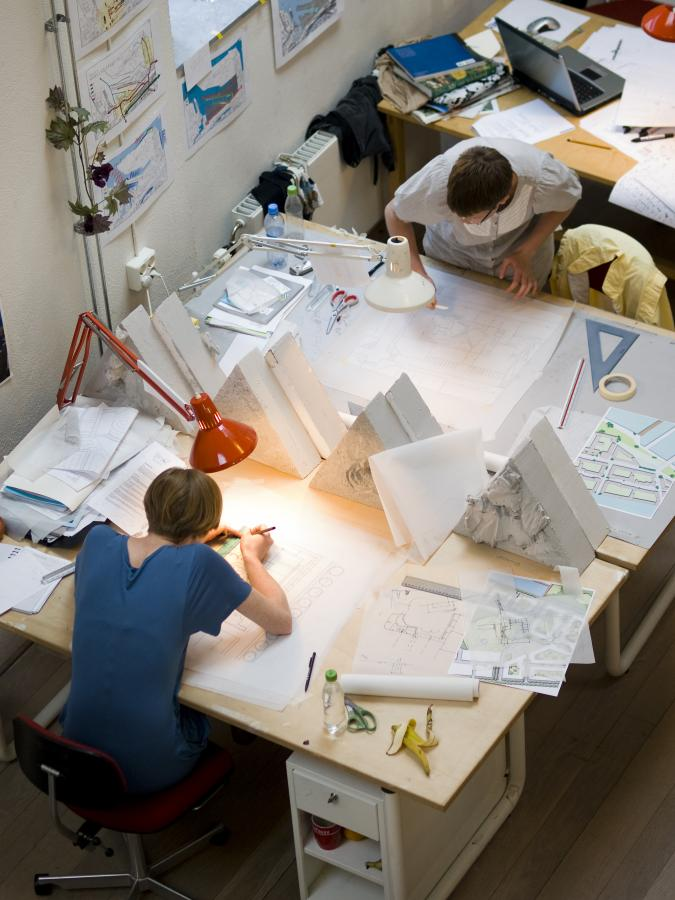
Landskapsarkitekturstudenter vid SLU i Alnarp.

Utbildningen ges både i Uppsala och i Alnarp och motsvarar fem års heltidsstudier (300 hp). Landskapsarkitekterna får utbildning i utformning av miljöer som motsvarar människans önskan om rekreation och livskvalitet men samtidigt ges utbildning i miljötänkande. En landskapsarkitekt har en nyckelposition i skapandet av människans fysiska miljö.

### Veterinär
Utbildningen till veterinär ges vid SLU i Uppsala i Uppsala och motsvarar fem och ett halvt års heltidsstudier (330 hp). Om man är intresserad av djur, medicin, naturvetenskap samt har ett intresse i livsmedelskvalitet och hur livsmedel kan orsaka sjukdomar hos människan kan man läsa veterinärprogrammet. Man kan fortsätta att forska inom ämnet eller arbeta som veterinär efter avslutade studier.

## Utbildning på avancerad nivå

### Agricultural Economics and Management
Masterutbildningen Agricultural Economics and Management ges vid SLU i Uppsala och motsvarar två års heltidsstudier (120 hp). Utbildningen är inriktad mot företagsekonomi eller nationalekonomi med fokus på lantbruksekonomi och lantbrukspolitik. Det är ett internationellt program och undervisningsspråket är engelska.

### Agricultural Food and Environmental Policy Analysis
Masterutbildningen Agricultural Food and Environmental Policy Analysis (AFEPA) ges vid SLU i Uppsala och motsvarar två års heltidsstudier (120 hp). Utbildningen fokuserar på lantbruks- och livsmedelsfrågor och att utveckla och utforma riktlinjer inom dessa sektorer i Sverige och utomlands. Det är ett internationellt program och undervisningsspråket är engelska. Detta masterprogram är ett samarbete mellan fem europeiska universitet.

### Agroecology
Masterutbildningen Agroecology ges på Alnarp som ligger mellan Malmö och Lund och motsvarar två års heltidsstudier (120 hp). I den här utbildningen sammanförs sociala och ekologiska aspekter i lantbruksfrågorna för att utveckla ett hållbart användande av naturens resurser. Det är ett internationellt program och undervisningsspråket är engelska.

### Animal Science
Masterutbildningen Animal Science ges vid SLU i Uppsala och motsvarar två års heltidsstudier (120 hp). Utbildningen syftar till att ge studenterna fördjupad kunskap inom husdjursvetenskapen med fokus på interaktionen mellan djur och människa. Det är ett internationellt program och undervisningsspråket är engelska.

### EnvEuro
EnvEuro - Environmental Science in Europe är en masterutbildning som ges vid SLU i Uppsala och motsvarar två års heltidsstudier (120 hp). Det är en samarbetsutbildning mellan flera europeiska universitet. Fokus på utbildningen är relationen mellan naturresursanvändning i Europa och hur den påverkar miljö och människa. Det är ett internationellt program och undervisningsspråket är engelska.

### Environmental Communication and Management
Environmental Communication and Management är ett masterprogram som ges vid SLU i Uppsala och motsvarar två års heltidsstudier (120 hp). Utbildningen är inriktad mot miljökommunikation, miljökonflikthantering och hantering av kommunikativa strategier utifrån kunskap inom t.ex. mark, vatten och biologi. Det är ett internationellt program och undervisningsspråket är engelska.

### Environmental Economics and Management
Masterutbildningen Environmental Economics and Management ges vid SLU i Uppsala och motsvarar två års heltidsstudier (120 hp). Utbildningen är inriktad mot företagsekonomi eller nationalekonomi med fokus på naturresursfrågor och miljöproblematik. Det är ett internationellt program och undervisningsspråket är engelska.

### Euroforester
Euroforester ges på Alnarp i Skåne och motsvarar två års heltidsstudier (120 hp). Utbildningen är inriktad mot europeiskt skogsbruk och naturresurshantering och är ett samarbete mellan ett flertal europeiska fakulteter där navet ligger kring Östersjöregionens skogsbruk. Det är ett internationellt program och undervisningsspråket är engelska.

### Forest Ecology and Sustainable Management
Ges vid SLU i Umeå, 120 hp. På masterprogrammet i Forest Ecology and Sustainable Management får man en helhetssyn över skogsekosystemen och breda professionella och praktiska färdigheter.

### Hållbar stadsutveckling
Masterutbildningen Hållbar Stadsutveckling ges vid SLU i Uppsala och motsvarar två års heltidsstudier (120 hp). Utbildningen ger studenterna kunskap om hur vi kan utveckla våra städer och samhällen på ett hållbart sätt. Med ökad urbanisering världen över behöver vi personer som är kunniga inom sociala, ekologiska och ekonomiska frågor med fokus på urbanisering. Det är ett program som enbart ges på svenska.

### Landscape Architecture
Masterutbildningen Landscape Architecture ges på Alnarp och motsvarar två års heltidsstudier (120 hp). Utbildningen ger studenterna fördjupade kunskaper inom landskapsarkitektur, design, landskapsplanering och klimatanpassning. Det är ett internationellt program och undervisningsspråket är engelska.

### Landscape Architecture for Sustainable Urbanisation
Ges ges vid SLU i Uppsala, 120 hp. Det vänder sig till den som är intresserade av uthålliga stad-land-perspektiv, är problemlösningsorienterad och som i första hand vill fördjupa sina kunskaper och färdigheter inom landskapsarkitekturens mer storskaliga förändringar.

### Management of Fish and Wildlife Populations
Management of Fish and Wildlife Populations är ett masterprogram som ges i Umeå och motsvarar två års heltidsstudier (120 hp). Masterutbildningen fokuserar på naturresurshantering och ett hållbart nyttjande av våra fisk- och viltpopulationer. Studenterna får fördjupad kunskap kring problematiken och utvecklingen av hållbara resurser. Det är ett internationellt program och undervisningsspråket är engelska.

### Outdoor and Environments for Health and Well-being
Masterutbildningen Outdoor and Environments for Health and Well-being ges på Alnarp och motsvarar två års heltidsstudier (120 hp). Utbildningen är inriktad mot kopplingen mellan människa, natur och hälsa. En del av undervisningen är förlagd till Alnarps Rehabiliteringsträdgård. Folkhälsan är idag en av våra viktigaste samhällsfrågor och det här masterprogrammet riktar sig till personer som vill få fördjupade kunskaper i naturens roll för vårt välbefinnande. Det är ett internationellt program och undervisningsspråket är engelska.

### Plant Biology for Sustainable Production
Plant Biology är ett masterprogram med tre inriktningar som ges vid SLU i Uppsala (Abiotic and Biotic Interactions of Cultivated Plants), Umeå (Forest Biotechnology) och Alnarp (Plant Protection and Breeding for Mitigating Climate Change) och motsvarar två års heltidsstudier (120 hp). Det är ett internationellt program och undervisningsspråket är engelska.

### Rural Development and Natural Resource Management
Masterutbildningen Rural Development and Natural Resource Management ges vid SLU i Uppsala och motsvarar två års heltidsstudier (120 hp). Det här programmet fokuserar på landsbygdsutveckling och naturresurshantering i Sverige och utomlands. Det är ett internationellt program och undervisningsspråket är engelska.

### Soil, Water and Environment
Soil, Water and Environment är ett masterprogram som ges vid SLU i Uppsala och motsvarar två års heltidsstudier (120 hp). Utbildningen är inriktad mot mark- och vattenfrågor och hanteringen av dessa. Mycket fokus ligger på kemi, biologi och fysik för att ge en fördjupad kunskap om hanteringen av mark och vatten. Det är ett internationellt program och undervisningsspråket är engelska.

### Sustainable Development
Hållbar utveckling är fokus på det här masterprogrammet. Utbildningen ges vid SLU i Uppsala och motsvarar två års heltidsstudier (120 hp). Det är ett samarbete med Uppsala Universitet och studenterna kommer att få en fördjupad kunskap inom problematiken för hållbar utveckling i världen och hur vi kan arbeta med dagens och framtidens utmaningar. Det är ett internationellt program och undervisningsspråket är engelska.

### Sustainable Food Systems
Masterutbildningen Sustainable Food Systems motsvarar två års heltidsstudier (120 hp) som ges vid SLU i Uppsala. Det fokuserar på hållbar utveckling i hela livscykeln för livsmedel, från primärproduktion, förädling, distribution och konsumtion. Det är ett internationellt program och undervisningsspråket är engelska.

### Tilläggsutbildning för veterinärer
Tilläggsutbildningen för veterinärer med examen från land utanför EU/EES och Schweiz anordnas av fakulteten för veterinärmedicin och husdjursvetenskap vid SLU, Uppsala. Utbildningen syftar till att ge fördjupad kunskap om svensk lagstiftning och den veterinära yrkesrollen i Sverige. Undervisningsspråket är svenska.

## Utbildning på forskarnivå
Inom forskarutbildningen kan licentiatexamen och doktorsexamen avläggas vid SLU, vid universitetets fyra fakulteter. Beteckningen på den forskarstuderandes grundexamen styr normalt beteckningen på licentiat- eller doktorsexamen, vilket innebär att agronomer blir agronomie doktor respektive licentiat, jägmästare blir skoglig doktor respektive licentiat, samt veterinärer blir veterinärmedicine doktor respektive licentiat. Landskapsarkitekter får välja mellan att bli agronomie doktor eller licentiat respektive filosofie doktor eller licentiat, medan personer med övriga examensbenämningar blir filosofie doktor eller licentiat. För civilingenjörer tillämpar dock SLU examensbenämningen teknologie doktor respektive licentiat. doktor. Alla doktorsavhandlingar på universitetet ingår i serien Acta Universitatis agriculturae Sueciae.

## Rektorer
- 1977–1982: Lennart Hjelm
- 1982–1994: Mårten Carlsson
- 1994–2000: Thomas Rosswall
- 1 juli 2000–30 juni 2006: Ann-Christin Bylund
- 1 juli 2006–30 juni 2015: Lisa Sennerby Forsse
- 1 juli 2015–31 december 2018: Peter Högberg
- 1 januari 2019–14 juni 2019: Karin Holmgren (tillförordnad)
- 15 juni 2019-: Maria Knutson Wedel